# 塔贝娅·申德克尔
塔贝娅·申德克尔（德語：Tabea Schendekehl，1998年11月29日—），德国女子赛艇运动员，2017年世界U23赛艇锦标赛女子四人单桨无舵手铜牌得主、2024年夏季奥林匹克运动会女子四人双桨铜牌得主。